# Xivita de Moorea
La xivita de Moorea (Prosobonia ellisi) és un ocell limícola extint de la família dels escolopàcids (Scolopacidae) que habitava Moorea, a les illes de la Societat.
William Anderson va recollir dos exemplars entre el 30 de setembre i l'11 d'octubre de 1777, durant el tercer viatge de Capità Cook, però tots dos han desaparegut i l'au es va extingir al segle xix. L'únic indici de la seva existència anterior són les notes d'Anderson i les descripcions basades en elles, una pintura de William Ellis i altra de J. Webber que aparentment representa l'altre exemplar. Aquests mostren un ocell marró una miqueta més lleuger que la xivita de Tahití, sense cap punt blanc darrere de l'ull, un anell ocular més clar, dues barres a l'ala blanca i taques a secundàries i primèries. Un dels espècimens de Latham tenia potes i peus grocs. Les relacions exactes entre l'ocell de Moorea i el de Tahití encara no estan completament resoltes.